# Barnen ser oss

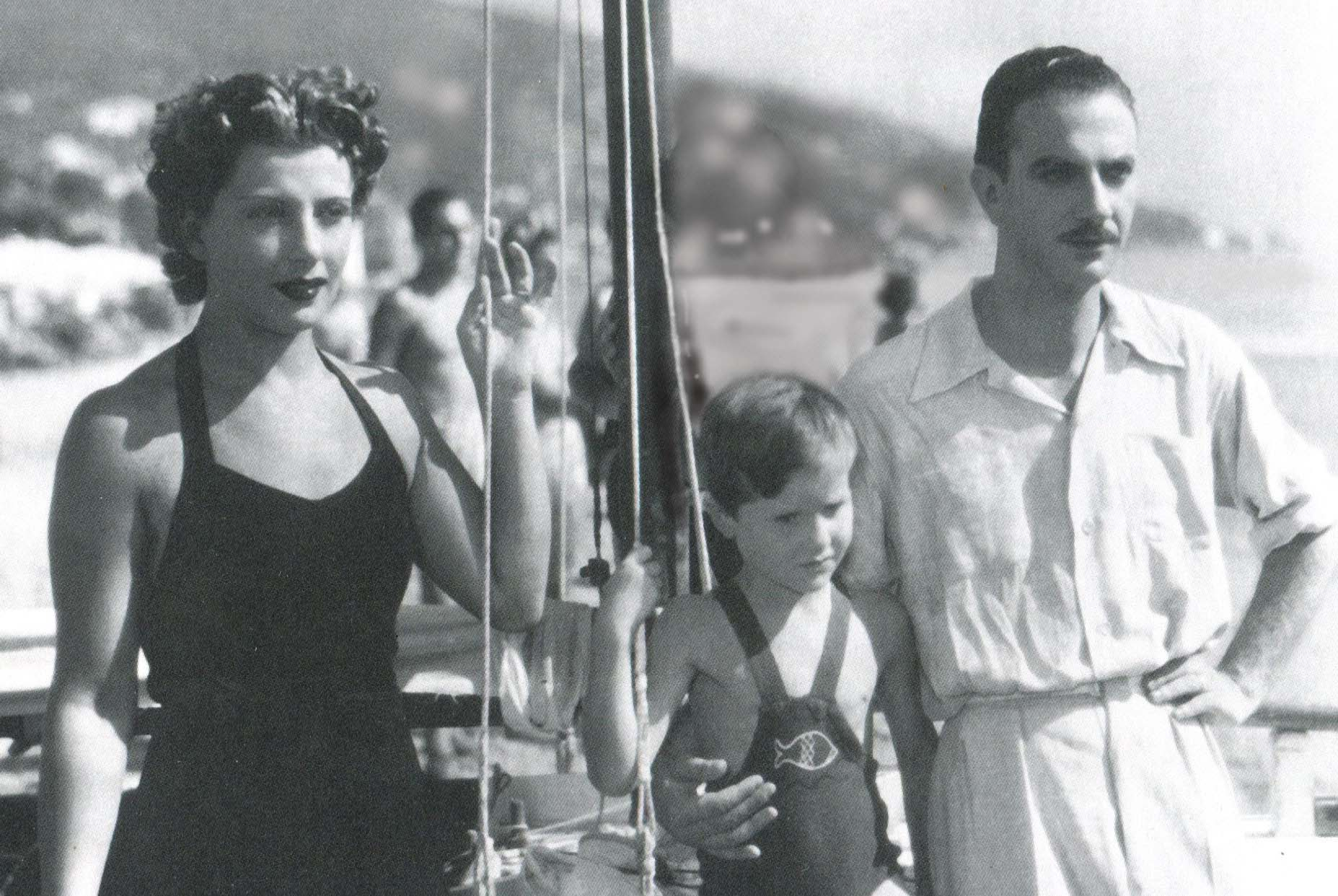
Familjen på semester i Alassio.

Barnen ser oss (italienska: I bambini ci guardano, egentligen: "Barnen tittar på oss") är en italiensk dramafilm från 1943 av Vittorio De Sica. Den räknas som en av de viktigaste i den radikala period av förändring inom italiensk film som i tid sammanfaller med fascismens slutfas i Italien och förebådar neorealismens genombrott. En film som skildrade otrohet och självmord i en sönderfallande familj, sedda ur ett oskyldigt barns perspektiv, var oerhört provocerande i dåtidens Italien men ämnet var känsligt även i Sverige där filmen inte släpptes för visning förrän 1958 och då endast i TV.

## Om filmen
En av De Sicas utgångspunkter var trötthet på dåtidens romantiska och stereotypa "telefoni bianchi"-filmer som dominerade det tidiga 1940-talets utbud i Italien. Han ville göra mer realistisk film om någonting som låg närmare människors vardagsverklighet. Under sökande efter ett lämpligt ämne läste han Cesare Giulio Violas korta roman Pricò (1924, nyutgåva 1943). Ämnet för den var en gift kvinna och mor som överger man och barn för en utomäktenskaplig relation. De Sica bestämde sig för att göra film av den med vissa, rätt betydande, ändringar. Bland annat gjorde han slutet mer olyckligt än det redan var, vilket kom att bidra till de problem filmen fick i censuren. Han kontaktade Viola som efter initialt motstånd mot vissa ändringar accepterade samtliga och skrev därefter huvuddelen av manuset tillsammans med Cesare Zavattini och Margherita Maglione. Filmen blev inledningen på ett långvarigt samarbete mellan De Sica och Zavattini.
I italiensk film hade äktenskaplig otrohet på vita duken dittills förekommit enbart i komedier som handlade om överklassen, vanligen med handlingen förlagd till något annat land. Det självmord som otroheten i De Sicas film leder till var ett fenomen som överhuvudtaget inte existerade i den fascistiska världsbeskrivningen. Att självmordet dessutom begås av familjefadern gjorde inte saken bättre. Till detta kom att händelseförloppet skildras ur ett barnperspektiv. Filmens huvudperson är det äkta parets 5-årige son Pricò. Sammantaget gav allt detta De Sica anledning att förutse betydande problem med den italienska censuren och han ska därför ha spelat in två olika slut på filmen, ett olyckligt men med visst inslag av försoning och ett som var ännu mer olyckligt och "hårdkokt", utan någon försoning mellan mor och son. Något exemplar av filmen med det mindre olyckliga slutet har dock inte bevarats och det finns ingen recension som kan styrka att den någonsin blev visad på en biograf.
Att hitta en lämplig femåring till huvudrollen var en lång process som innebar en genomgång av hundratals fotografier och intervjuer innan valet slutligen föll på Luciano De Ambrosis från Turin till vars främsta kvalifikationer hörde att han nyligen förlorat sin mor och således förväntades kunna gestalta förlusten av en nära anhörig på ett trovärdigt sätt. Det gjorde han också och De Sicas film blev därför inledning till en karriär som barnstjärna i ett tiotal filmer under 1940-talet. Till den viktiga rollen som Pricòs mor valde De Sica att satsa på Isa Pola som därmed efter några års frånvaro återkom från teaterscenen till filmen. För hennes del kom rollen som den otrogna hustrun att bli karriärens definitiva höjdpunkt.
Filmen spelades in 1942–43 med en månads uppehåll i december 1942 då Isa Pola var sjuk. Inspelningen påbörjades under hösten i Alassio med de flesta av filmens utomhusscener och slutfördes efter Polas tillfrisknande i Rom våren 1943. Det kaotiska tillståndet under pågående krig gjorde att man inte omgående lyckades ordna någon distribution till landets biografer. Filmen förhandsvisades enligt De Ambrosis i Venedig på filmbolaget Scaleras anläggning Cinevillaggio. Så småningom lyckades Scalera organisera en begränsad distribution inom Salòrepubliken och filmen kunde släppas för en kommersiell biopremiär 3 november 1944 i Turin.

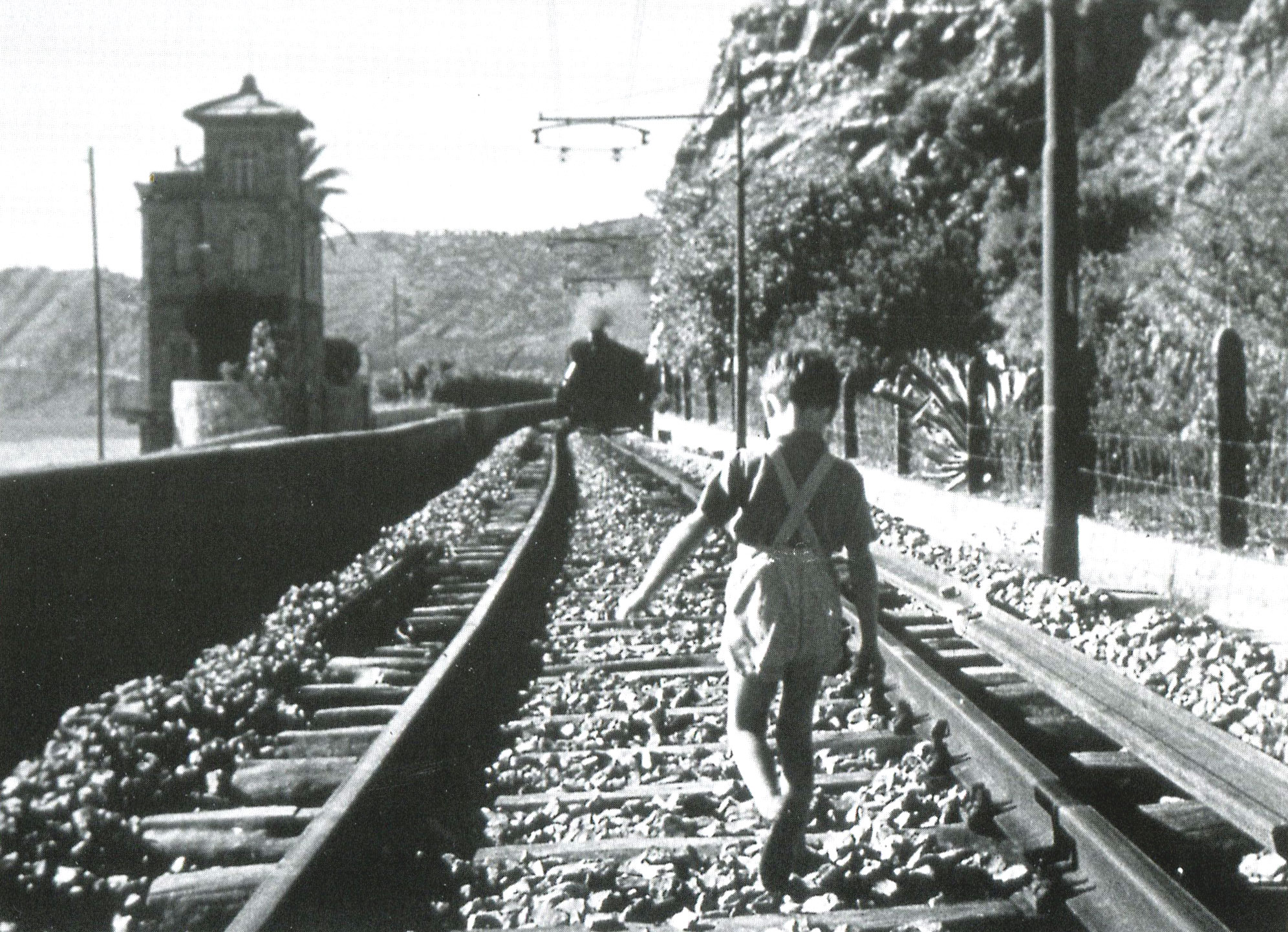
Pricò försätter sig i en livsfarlig situation under sitt försök att ta sig till sin far i Rom.

## Handling i huvuddrag
Pricò (Luciano De Ambrosis), en 5-årig pojke som bor med sina medelklassföräldrar i Rom, blir under en dag i parken vittne till hur hans mor Nina (Isa Pola) är inbegripen i ett intensivt samtal med Roberto (Adriano Rimoldi), en bekant till familjen. Han hör inte samtalet som avslöjar att Roberto och Nina har ett förhållande. Roberto ska flytta till Genua och försöker övertala Nina att följa med honom. På kvällen frågar Pricò sin mor om de kan gå till parken även nästa dag för att titta på en dockteaterföreställning med Pulcinella. Nina lovar sonen detta men när han vaknar nästa morgon är mamman borta och fadern Andrea (Emilio Cigoli) diskuterar bekymrat något med familjens hushållerska Agnese (Giovanna Cigoli). Det klarnar att Nina har lämnat hemmet utan avsikt att återvända. Skvallret kommer snabbt igång i det stora flerfamiljshuset och Andrea tar sin son till hans moster (Dina Perbellini), dels för att Pricò inte ska utsättas för grannarnas närgångna nyfikenhet men även för att försöka utröna vad Ninas syster vet om det som har hänt.
Efter att ha fått det mesta klart för sig bestämmer Andrea att Pricò ska bo hos sin farmor (Jone Frigerio) som lever pensionärsliv på en mindre ort utanför Rom. När Pricò blir allvarligt sjuk transporteras han tillbaka till Rom och får besök av sin mor som förefaller ångra sitt tidigare val att lämna familjen. Nina är fortfarande kvar i lägenheten när Andrea, som är tjänsteman, kommer hem från kontoret. Han vill först kasta ut Nina men då Pricò blir mycket ledsen går han till sist med på att hon kan få återvända men betonar att det är endast för Pricòs skull han går med på det. Efter en tids kylig samvaro börjar Andreas och Ninas relation emellertid gradvis förbättras. Nina verkar söka makens förlåtelse och han börjar hysa vissa förhoppningar om att deras förhållande kanske trots allt går att reparera. Han bestämmer därför att familjen ska åka på semester till badorten Alassio. Semestern blir lyckad men Andrea tvingas avbryta den efter ett tag. Han reser hem till Rom medan Nina och Pricò stannar kvar i Alassio där de bor på ett pensionat.
När Andrea rest till Rom dyker Roberto upp i Alassio efter att på något sätt ha lyckats få reda på var Nina befinner sig. Han kontaktar Nina och Pricò får än en gång uppleva att han vaknar utan att hans mamma är närvarande. Pricò beger sig ner till stranden och får syn på Nina och Roberto tillsammans, uppenbart fokuserade på varandra. Pricò blir förtvivlad över moderns upprepade svek och efter att förgäves försökt köpa en tågbiljett till Rom ger han sig iväg till fots längs järnvägen för att söka upp sin far och blir nästan överkörd av ett tåg som han i sin upprördhet inte upptäcker förrän i sista ögonblicket. En chockad järnvägsarbetare skriker något åt honom på den lokala dialekten som Pricò inte förstår och han flyr springande längs stranden. På kvällen hittas han på stranden ett par kilometer från pensionatet av två karabinjärer som letar efter honom. De återlämnar honom till Nina. 
Nina och Pricò reser tillbaka till Rom men Nina återvänder inte till hemmet. Andrea får vid Pricòs återkomst hem höra att Nina har fortsatt sin färd med taxin. Han anar vad som har hänt och får senare ett brev från Nina som bekräftar hans misstankar. Han frågar ut Pricò om vad som har hänt men den förtvivlade sonen bekräftar inte det som fadern redan har förstått. I stället ljuger Pricò för sin far eftersom han trots sin ringa ålder intuitivt förstår vad som håller på att hända och varför han blir förhörd om händelserna i Alassio. Han inser att om pappan får veta att Nina har återupptagit sitt förhållande med Roberto kan hans mamma aldrig mer återvända hem och det trygga familjeliv som ett tag verkade bli som förr är förlorat för alltid.
För Andrea ter sig Ninas andra svek outhärdligt. De förhoppningar han haft om att kunna rädda familjen och lappa ihop sin relation till hustrun är slutgiltigt grusade. Han lämnar sonen på ett katolskt internat där det finns många jämnåriga. Pricò förstår inte varför han måste skiljas även från sin far och efter ett känslosamt avsked på internatet springer han efter Andrea som emellertid inte vänder sig om trots sonens förtvivlade rop. Det är sista gången de träffas, nästa gång Pricò får höra något om fadern är det nyheten att han är död. Andrea har tagit livet av sig. Nina och Agnese kommer till internatet för att hämta Pricò. Han hämtas till föreståndarens rum och går gråtande fram till Agnese för att söka tröst. Den något perplexe föreståndaren uppmanar Pricò att gå till sin mamma i stället. Pricò går fram till Nina men vidrör henne inte. Han tittar bara på henne och vänder därefter om och går ut ur rummet utan att ha sagt ett ord till sin mamma.

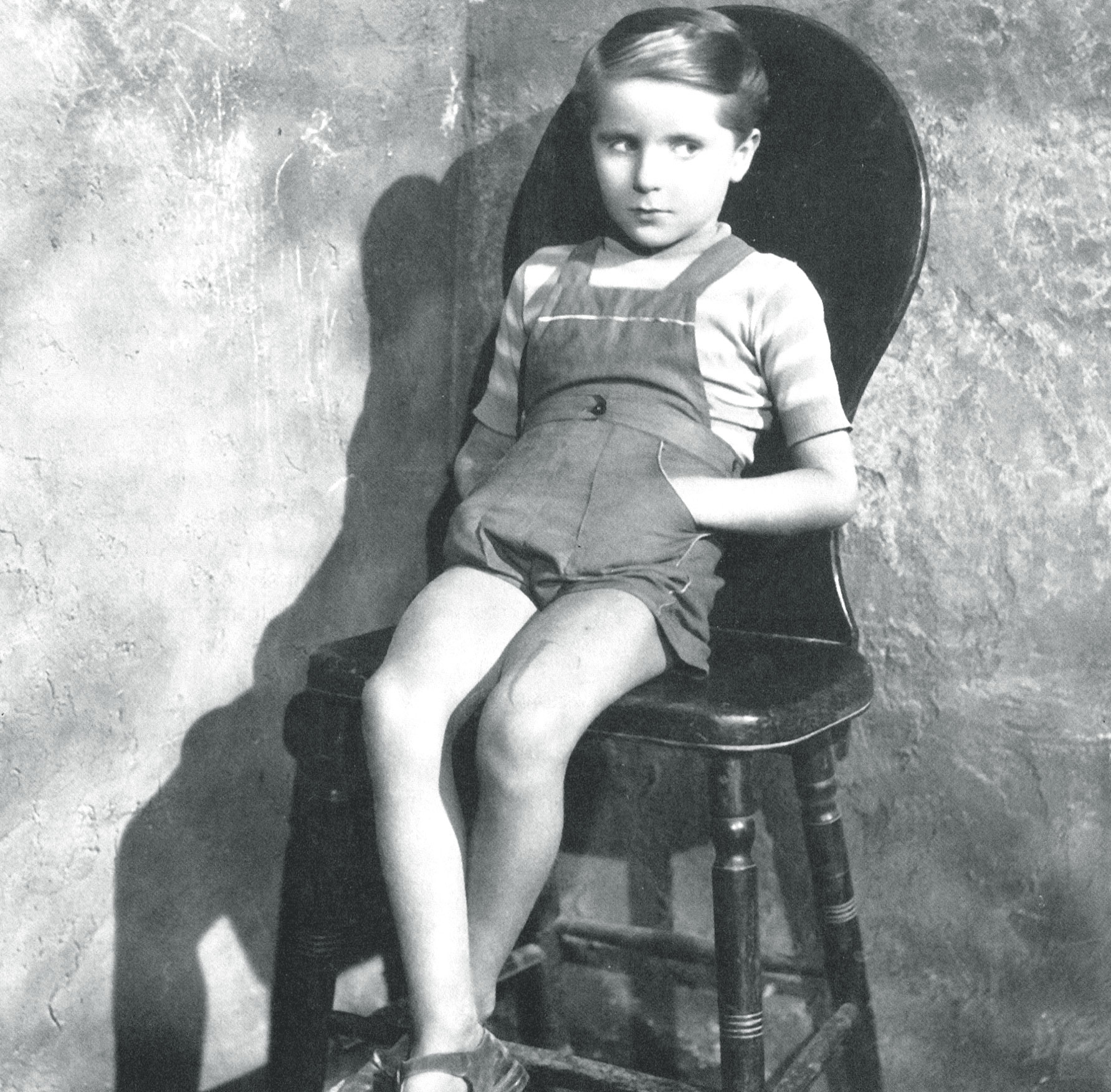
Pricò sitter och väntar på sin far som samtalar med hans farmor om vad som har hänt.

## Mottagande och eftermäle
Arbetet med filmen hade påbörjats i ett fascistiskt Italien med alla de begränsningar det innebar. Innan den officiella premiären kunde äga rum hade fascismen kommit in i sin slutfas, de allierade hade landstigit och avancerat långt in i landet som var delat i två delar. Detta bidrog till att filmen initialt inte fick den uppmärksamhet den förtjänade. Senare har filmkritiker menat att om inte Luchino Viscontis film Köttets lust blivit klar samma år hade förmodligen De Sicas film betraktats som något slags inkörsport till neorealismen. Italienska filmkännare har varit kluvna i detta fall med en del som menat att Viscontis och De Sicas filmer båda förebådar den verkliga neorealismen medan andra (däribland Visconti själv) ansåg att Köttets lust var den första neorealistiska filmen. De samtida kritikerna menade att De Sicas första dramafilm präglades av en grym realism men de var samtidigt positivt inställda till att en familjetragedi av detta slag nu kunde skildras och att filmen framför allt fokuserade på det lidande som föräldrarnas svek orsakade det oskyldiga barnet. För katolska kritiker var naturligtvis även faderns självmord ett svek mot Pricò, ur ett fascistiskt perspektiv var det något som överhuvudtaget inte kunde hända. En man fick enligt det synsättet helt enkelt inte vara så svag som Andrea. Att det realistiska perspektivet låg i tiden och att filmen uppskattades av allmänheten visades inte minst av att den trots problemen med distribution i slutändan genererade en ansenlig vinst. När de neorealistiska filmerna slagit igenom fick De Sicas film i omredigerad och något förkortad version en nypremiär 1950, då redan Cykeltjuven (1948), en annan av hans filmer om en familjs lidande, blivit en världssuccé. I ett tal till konfirmander och deras föräldrar i Milano i mars 2017 hänvisade påven till Barnen ser oss och rekommenderade den för sina åhörare som varande en film som inte har mist något av sin aktualitet sedan 1943.

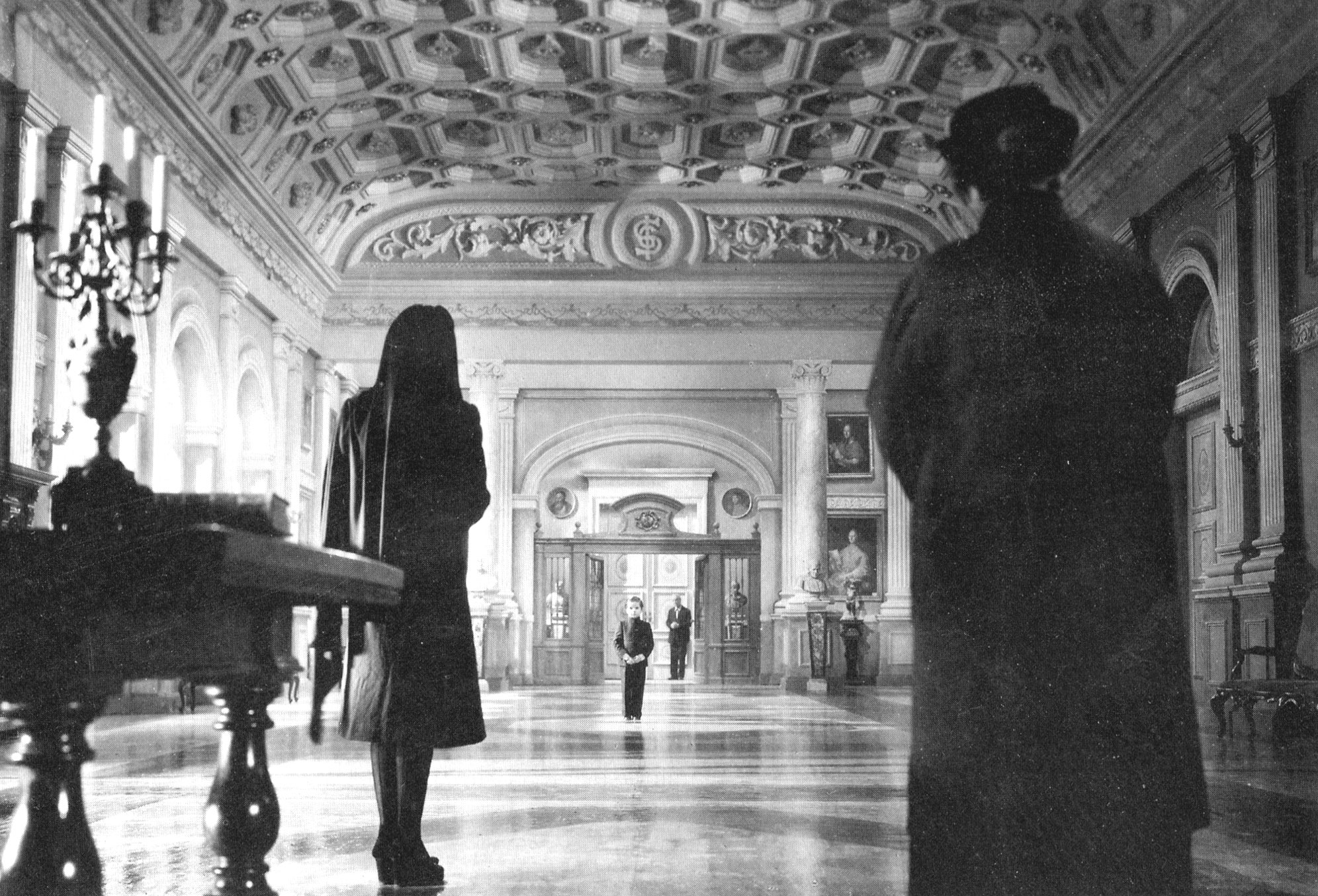
Pricò möter sin mor i filmens avslutande scen.

## DVD
Filmen (1950 års förkortade version) finns utgiven på DVD av Cristaldifilm. Den är försedd med undertexter på italienska för hörselskadade.